# Segundo González
Segundo González García (Pola de Allande, 26 de febrero de 1988) es un político español, diputado por Asturias en el Congreso durante las XI y XII legislaturas.

## Biografía
Licenciado en Economía y en Periodismo por la Universidad Carlos III y máster en Administración de Entidades de la Economía Social por la Universidad de Valencia. Su trayectoria profesional ha estado vinculada a la comunicación corporativa y al asesoramiento económico a entidades de la economía social.
Como activista formó parte de varios colectivos como Juventud sin Futuro, Oficina Precaria y 15M. Miembro del Consejo Ciudadano Estatal y del Consejo Ciudadano Autonómico de Asturias, desde 2014 es responsable de Finanzas y Transparencia en Podemos. En diciembre de 2015 fue elegido diputado por Asturias en el Congreso y reelegido en 2016.